# 歐陽祿
歐陽祿（1469年—？），字萬鍾，湖廣永州府道州永明縣人，民籍，明朝政治人物。

## 生平
弘治五年（1492年）壬子科湖廣鄉試第四十九名舉人。弘治十五年（1502年）中式壬戌科會試第二十五名，二甲第五十三名進士。官南京戶部主事，司榷淮鈔。 

## 家族
曾祖歐陽均美；祖父歐陽棠，監生；父歐陽奎，知縣。母毛氏。慈侍下。